# Jacques de Bourbon († 1468)

Wappen Jacques de Bourbons

Jacques de Bourbon (* um 1444; † 22. Mai 1468 in Brügge) war der jüngste Sohn von Herzog Charles I. de Bourbon (1401–1456) und Agnes von Burgund (1407–1476). 1468 wurde er in den Orden vom Goldenen Vlies aufgenommen, starb aber bereits eine Woche später.

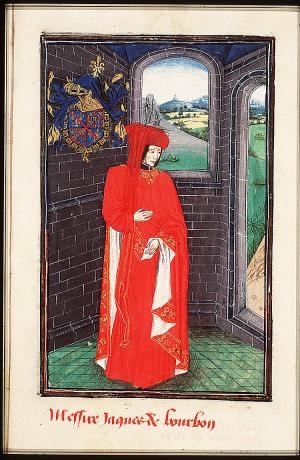
Jacques de Bourbon im Wappenbuch des Ordens vom Goldenen Vlies (Den Haag, KB, 76 E 10, fol. 72r)

Durch seine Mutter war Jacques de Bourbon ein Neffe von Philipp dem Guten; seine Erziehung erfolgte dann auch am Hof von Burgund, so wie auch seine Geschwister Philippe, Isabelle (die spätere Ehefrau Karls des Kühnen), Louis, der spätere Bischof von Lüttich, Marguerite, die spätere Ehefrau Philipp von Savoyens, und Catherine, die 1463 Adolf von Egmond heiratete, am burgundischen Hof erzogen wurden.
König Ludwig XI. schlug ihn 1461 im Rahmen seiner eigenen Salbung in Reims zum Ritter. Jacques schloss sich jedoch nicht den Franzosen an, sondern kehrt an den burgundischen Hof zurück. Diese enge Bindung führte dazu, dass er am 14. Mai 1468 in Brügge in den Orden vom Goldenen Vlies gewählt wurde; er war in Brügge anwesend, allerdings erkrankt, so dass das gesamte Ordenskapitel am 15. Mai an seinem Krankenbett erschien, um ihm den Aufnahmeeid abzunehmen. Er starb eine Woche später, am 22. Mai, und wurde in der Sint-Donaaskathedraal beigesetzt.
Jacques de Bourbons Erzieher in jüngster Jugend war Antoine de Vergy, Herr von Montferrand, dessen Korrespondenz mit Jean Robertet, dem Sekretär des Herzogs von Bourbon, und Georges Chastellain 1838 unter dem Titel Les Douze Dames de Rhétorique erstmals publiziert wurde. Jacques verlobte sich später mit einer Tochter Antoine de Vergys, doch kam die Ehe nicht mehr zustande.